# Kap Pomos
Das Kap Pomos (griechisch Κάβο Πωμός Kavo Pomos), auch Akrotiri tou Pomos (griechisch Ακρωτήρι του Πωμού) oder Akron Pomos (griechisch Άκρον Πωμού) und früher auch Kallinousa akra (griechisch Καλλίνουσα άκρα), Akrotiri Agia Eleni (griechisch Ακρωτήρι Αγία Ελένη) oder Capo de Santʼ Elena (griechisch Κάπο ντε Σαντ’ Ελένα), ist ein Kap in der Gemeinde Pomos im Bezirk Paphos auf der Insel Zypern.
Seine Entstehung verdankt es dem harten Gestein des Damms, der es umgibt und der erosiven Energie der Wellen standgehalten hat. Der Berg fällt fast senkrecht zum Meer ab, während die steilen Hänge mit Pinien und Obstbäumen bedeckt sind.
Es liegt im Norden der Gemeinde Pomos. Das Kap liegt fast in der Mitte der Kaps Akamas und Kormakitis.

## Geschichte
Der Name Kallinousa Akra wird von Claudius Ptolemäus im fünften Buch seiner Geographischen Geschichte gegeben, wo er ausführlich auf die geographische Lage Zyperns Bezug nimmt und zypriotische Städte sowie Küsten und Kaps erwähnt. Einige ältere Gelehrte argumentierten, dass es in der Antike in der Gegend des Kaps eine zypriotische Stadt namens Kallinoussa gab, die jedoch in den alten schriftlichen Quellen nicht erwähnt wird. Tatsächlich gibt es auf mittelalterlichen Karten im Bereich des Kaps auch eine Siedlung namens Agia Eleni, die sich vom klar abgegrenzten Dorf Pomos unterscheidet. Es ist jedoch nicht bekannt, ob die Siedlung Agia Eleni einst Kallinoussa genannt wurde. Auf jeden Fall scheint es sich bei dieser Siedlung nicht um eine Stadt, sondern im Gegenteil um ein kleines Dorf zu handeln.